# Ак-Чин
Ак-Чин (англ. Ak Chin) — переписна місцевість (CDP) в США, в окрузі Піма штату Аризона. Населення — 50 осіб (2020).

## Географія
Ак-Чин розташований за координатами 32°17′14″ пн. ш. 112°0′33″ зх. д. / 32.28722° пн. ш. 112.00917° зх. д. (32.287326, -112.009078). За даними Бюро перепису населення США в 2010 році переписна місцевість мала площу 1,36 км², уся площа — суходіл.

## Демографія
Згідно з переписом 2010 року, у переписній місцевості мешкало 30 осіб у 9 домогосподарствах у складі 8 родин. Густота населення становила 22 особи/км². Було 11 помешкання (8/км²).
Расовий склад населення:
| - 100,0 % — корінних американців |

До двох чи більше рас належало 0,0 %. Частка іспаномовних становила 3,3 % від усіх жителів.
За віковим діапазоном населення розподілялося таким чином: 30,0 % — особи молодші 18 років, 66,7 % — особи у віці 18—64 років, 3,3 % — особи у віці 65 років та старші. Медіана віку мешканця становила 31,5 року. На 100 осіб жіночої статі у переписній місцевості припадало 114,3 чоловіків; на 100 жінок у віці від 18 років та старших — 133,3 чоловіків також старших 18 років.
Цивільне працевлаштоване населення становило 5 осіб. Основні галузі зайнятості: освіта, охорона здоров'я та соціальна допомога — 100,0 %.